# Абрамов Олексій Володимирович
Олексій Володимирович Абрамов (нар. 15 жовтня 1951, Калінінград, Росія — тренер (плавання), Заслужений тренер України (1987).
Закінчив Київський інститут фізчної культури (1973).
Працював тренером ДЮСШ «Локомотив» (1973—1986 рр.), спортивного клубу «Богатир» (1986—1995 рр., обидва — Кривий Ріг).
З 2001 року — викладає в Криворізькому коледжі Національного авіаційного університету.

## Вихованці
- Ярощук Вадим Максимович - радянський та український плавець, дворазовий бронзовий призер Олімпійських ігор 1988 року, чемпіон Європи.